# عائلة ناساو - فيلبيورخ
عائلة ناساو - فيلبيورخ (Nassau-Weilburg) هي فرع من عائلة ناساو، حكمت جزء من مقاطعة ناساو التي كانت ولاية في ألمانيا الحالية، وهي ولاية كانت موجودة منذ عام 1344م إلى عام 1806م.

## معرض صور

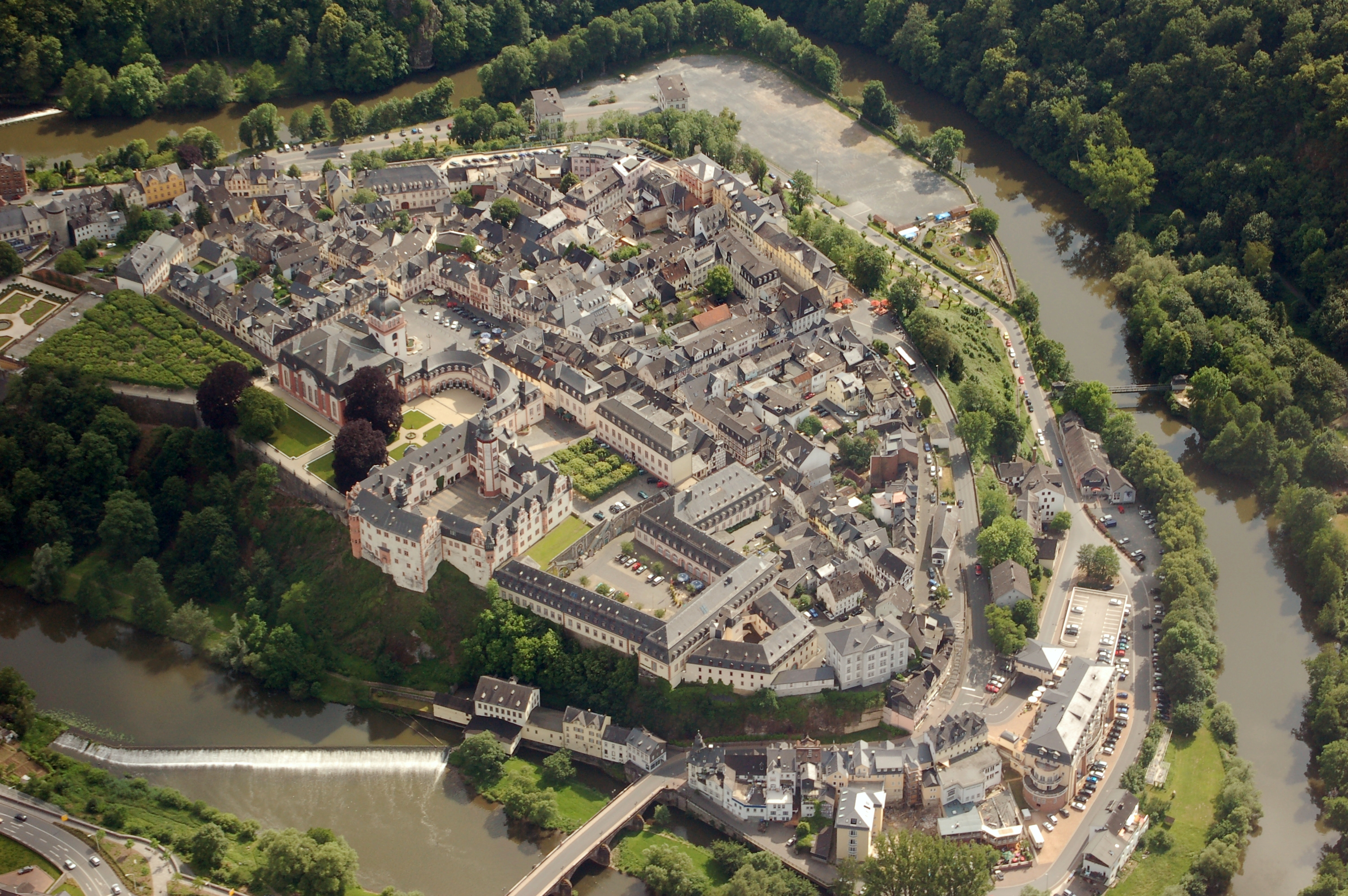
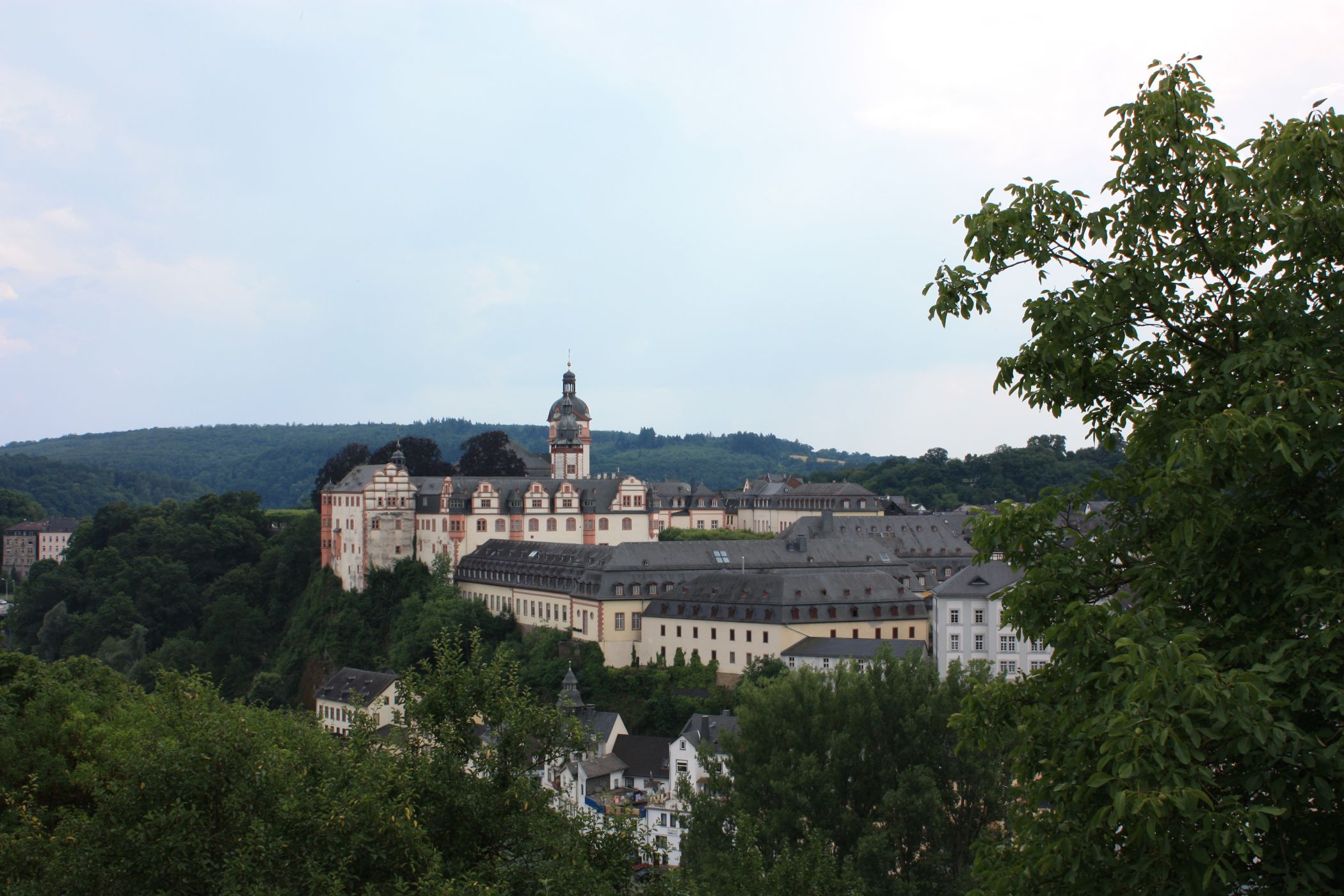
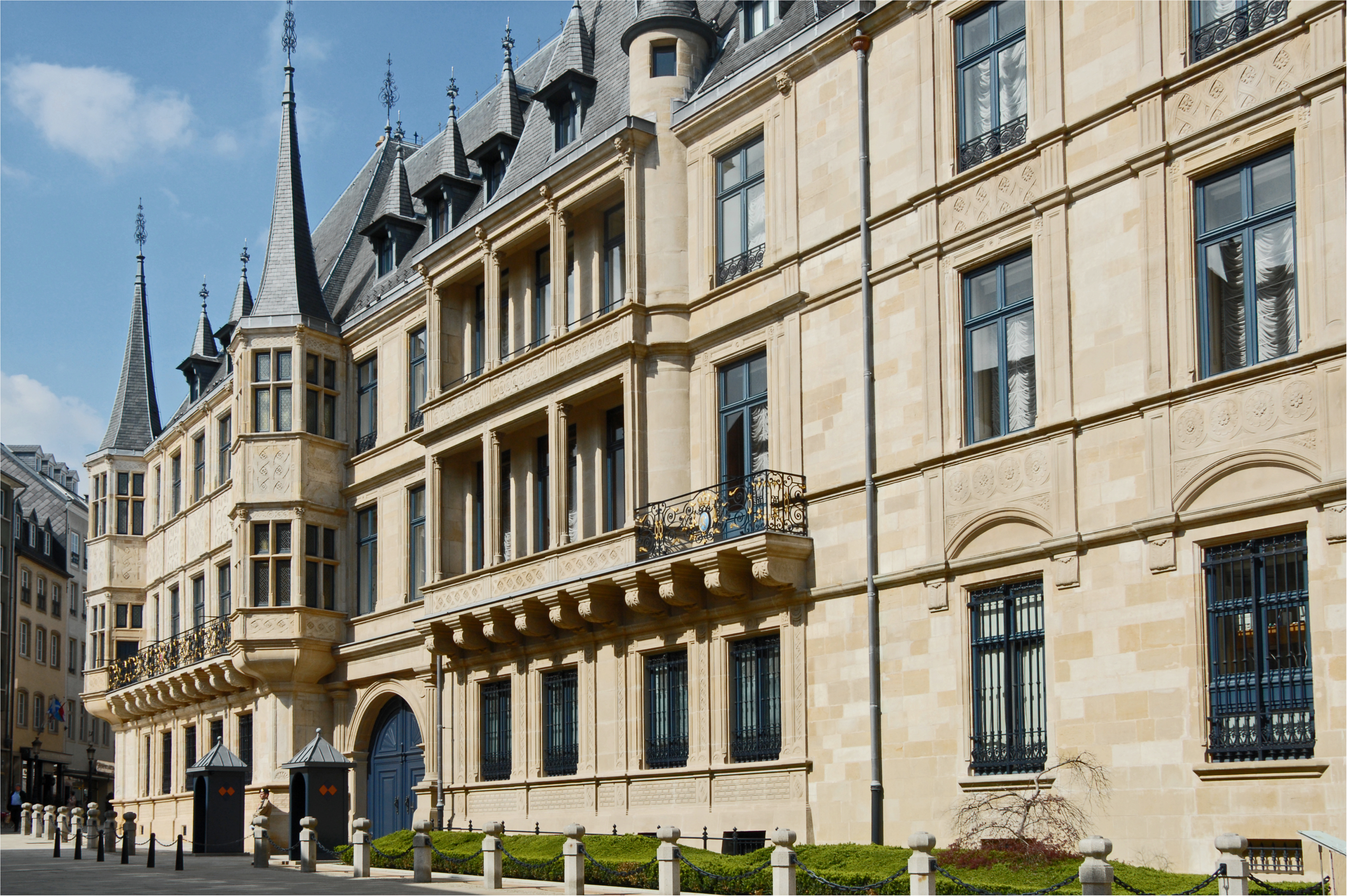
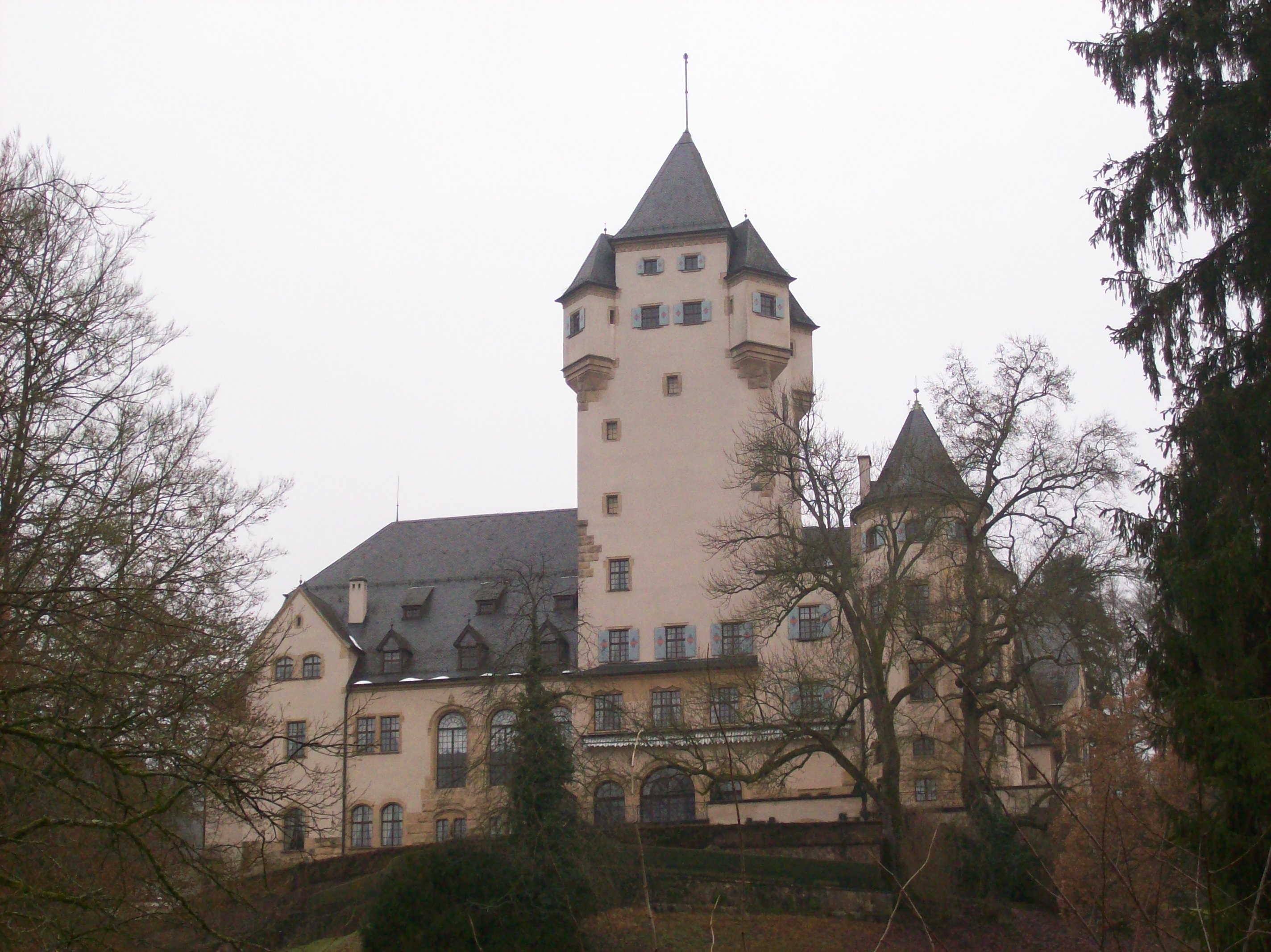
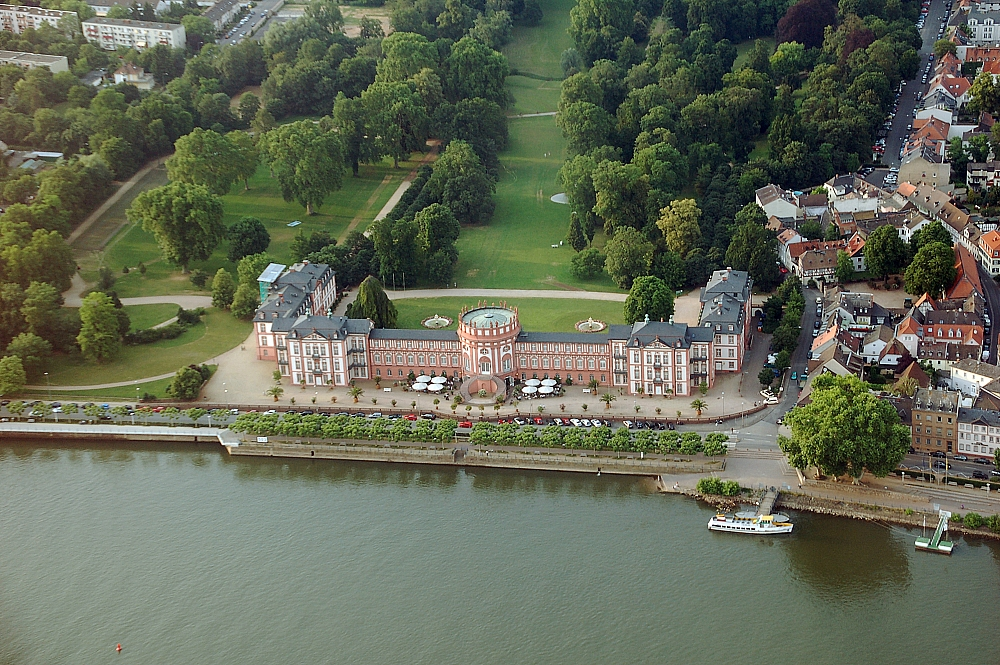